# Narodowy Fundusz Ochrony Zabytków
Narodowy Fundusz Ochrony Zabytków (NFOZ) – państwowy fundusz celowy utworzony na podstawie ustawy z dnia 22 czerwca 2017 r. o zmianie ustawy z dnia 23 lipca 2003 r. o ochronie zabytków i opiece nad zabytkami. Jego dysponentem jest minister kultury i dziedzictwa narodowego.
Narodowy Fundusz Ochrony Zabytków powstał dzięki prof. Magdalenie Gawin, Podsekretarz Stanu w Ministerstwie Kultury i Dziedzictwa Narodowego, Generalnemu Konserwatorowi Zabytków. O potrzebie powołania funduszu celowego na ochronę zabytków pisał już w 1977 r. Jan Pruszyński w książce „Prawna ochrona zabytków architektury w Polsce”. Postulat ten był następnie podnoszony przez środowiska konserwatorskie, w tym podczas II Kongresu Konserwatorów w 2015 r.
Narodowy Fundusz Ochrony Zabytków zasilany jest wpływami z administracyjnych kar pieniężnych, orzekanych od 1 stycznia 2018 r. na podstawie art. 107a-107d ustawy o ochronie zabytków i opiece nad zabytkami, w trybie działu IVa Kodeksu postępowania administracyjnego. Wpływami do funduszu są ponadto nawiązki zasądzane przez sąd w sprawach przestępstw zniszczenia lub uszkodzenia zabytku (art. 108 ustawy o ochronie zabytków i opiece nad zabytkami).
Przepisy powołujące Narodowy Fundusz Ochrony Zabytków weszły w życie z dniem 1 stycznia 2018 r.
Od 2020 r. z Narodowego Funduszu Ochrony Zabytków (NFOZ) finansowane są projekty związane z montażem w zabytkach instalacji przeciwpożarowej oraz gaszenia mgłą wodną (FOG). Środki z NFOZ w 2020 r. na zabezpieczenia przeciwpożarowe otrzymały m.in. budynek Opery Wrocławskiej, Zamek na Wodzie w Wojnowicach, budynek Muzeum Okręgowego w Pile, budynek XIV-wiecznego kościoła pw. Nawiedzenia Najświętszej Maryi Panny w Klępsku oraz Zamek Królewski Kazimierza Wielkiego (XIV w.) w Sandomierzu, obecnie siedziba Muzeum Okręgowego.